# Benjamin Rogers
Benjamin Rogers, homme politique canadien, servit comme lieutenant-gouverneur de la province de l'Île-du-Prince-Édouard entre 1910 et 1915.